# Alexis Bachelot

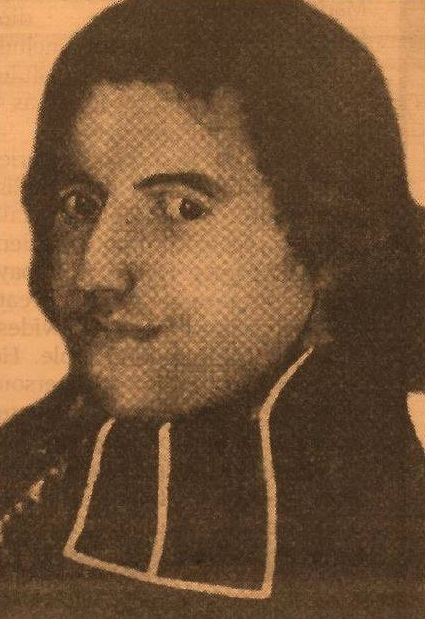
Alexis Bachelot

Alexis Jean Augustin Bachelot SSCC (* 22. Februar 1796 in Saint-Cyr-la-Rosière, Frankreich; † 5. Dezember 1837 auf See vor Hawaii) war ein französischer römisch-katholischer Ordenspriester und erster Apostolischer Präfekt der Sandwichinseln (heute Bistum Honolulu).

## Leben
Alexis Bachelot trat der Ordensgemeinschaft der Arnsteiner Patres bei und legte 1813 im Alter von 16 Jahren die erste Profess ab. 1820 empfing er das Sakrament der Priesterweihe. Am 3. Dezember 1825 wurde er zum Apostolischen Präfekten der Sandwichinseln ernannt. Er hatte das Amt bis 1831 inne.
Er starb während einer Schiffsreise nach Mikronesien zu einem Missionsprojekt auf hoher See im Pazifik.